# Tognella
Armando Russo, noto con il nome d'arte di Tognella (Legnano, 12 dicembre 1938 – Legnano, 5 aprile 1995), è stato un cabarettista e attore italiano.
Conosciuto dal pubblico appassionato di cabaret semplicemente con il nomignolo di el Tognella (che diventava ol Tognella per il pubblico del Ticino), recitava impersonando la macchietta dell'operaio metallurgico vestito da una tuta da lavoro genericamente blu e con bretelle abbottonate in alto quasi fino alle ascelle, un cappello a visiera posto di traverso (spesso dell'Inter) ed a volte con la faccia sporca di grasso. Per questo aspetto, il personaggio del Tognella può essere facilmente ricondotto al fumetto di Cipputi di Francesco Tullio Altan il quale però porta gli occhiali e si esprime in un buon italiano mentre il linguaggio del personaggio Tognella ci vede bene e si esprime in un linguaggio pieno di frasi tipiche del dialetto milanese e miste ad un italiano espresso in una forma grammaticale scorretta ottenuto traducendo le forme dialettali lombardo occidentali e ticinesi.

## Biografia
Figlio di un barbiere è cresciuto lavorando in una fabbrica. 
Inizia la sua carriera artistica con i Legnanesi verso l'inizio degli anni settanta e debuttando nel cabaret in coppia con Alberto Rossetti l'8 aprile 1975 al Refettorio di Milano.
Successivamente fa il suo esordio in televisione, con Lino Patruno e Nanni Svampa in Una bella domenica di settembre a... di Vito Molinari.
Nel 1977, dopo l'esperienza televisiva, continua a fare cabaret al Derby Club e nel 1978 inizia a lavorare in teatro debuttando all'Odeon di Milano con L'è tuta na guera a cui segue nel 1979 Tognella si sposa di Contavalli.
Sempre tra il 1977 ed il 1978 incide due album contenenti alcuni dei suoi monologhi registrati durante le sue esibizioni ed intitolati El Pepin - Peppino E Il Parecchio e Storie di lavoro e di jella ed un 45 giri dove accompagnato da orchestra e fisarmonica canta Se la sa gira.
Nel 1980 da uno dei due album viene estratto anche L'allegra fonderia.
Nel 1980 lascia momentaneamente il teatro e pur continuando a portare i suoi spettacoli di cabaret in giro per la Lombardia ed il Canton Ticino, ottiene alcuni ruoli cinematografici in film commedia italiani tra cui È forte un casino (1982 con Enzo Cannavale e Bombolo) dove interpreta un finto autista ed Al bar dello sport (1983 con Lino Banfi e Jerry Calà) nel ruolo del barista Walter.
Conclusa l'esperienza cinematografica, partecipa ai varietà Proffimamente non stop e Shaker trasmessi in Rai e nel 1987 partecipa alla trasmissione di Renzo Villa Arrivederci a settembre diffuso da Antenna3.

### La morte
Sofferente di ipertensione, morì nella sua casa di Legnano nel 1995 lasciando moglie e tre figli.

## Filmografia

### Cinema
- La cameriera seduce i villeggianti, regia di Aldo Grimaldi (1980) - non accreditato
- Pierino il fichissimo, regia di Alessandro Metz (1981)
- È forte un casino!, regia di Alessandro Metz (1982)
- Al bar dello sport, regia di Francesco Massaro (1983)
- Kamikazen - Ultima notte a Milano, regia di Gabriele Salvatores (1987)

### Televisione
- Il superspia, regia di Eros Macchi – miniserie TV, 3 puntate (1977)
- Diego 100% – serie TV (1985)

## Discografia

### Album
- 1977 – El Pepin - Peppino E Il Parecchio - Up
- 1978 – Storie Di Lavoro E di Jella - Up

### Singoli
- 1980 – L'allegra fonderia - Passports Records